# Claudia Muff
Claudia Muff (* 6. Juli 1971) ist eine Schweizer Akkordeonistin aus Ruswil im Kanton Luzern. Ihr musikalischer Schwerpunkt ist Volksmusik – schweizerisch und international.

## Leben
Claudia Muff ist Akkordeonlehrerin und Musikerin. Sie spielt in verschiedenen Formationen. Mit 16 Jahren spielte sie erste Konzerte mit ihrem Trio.
Seit 2008 konzertiert sie mit dem „Quartett Claudia Muff“ mit Peter Gossweiler, Bass, Felix Brühwiler,  Gitarre und Julian Dillier, Schlagzeug. Diese Formation pflegt die internationale Volksmusik mit Eigenkompositionen, Valse Musette, Tango etc.
Im Jahr 2008 war das Quartett als Vertretung der Schweiz zum Folk-Festival der European Broadcast Union in Moskau RU geladen.
Die „Luzerner Ländler-Band“ formiert sich aus Claudia Muff am Akkordeon, Josef Fischer an Klarinette, Blockflöte und Saxophon und Sepp Huber am Bass. Es werden sowohl alte Ländlertänze als auch neue Volksmusikstücke gespielt. Auch Klezmer und andere Volksmusiken gehören ins Repertoire der Luzerner Ländler-Band. Mit ihrem Vater, Hans Muff (1944–2015), spielte sie seit den 1990er Jahren, zunächst als Familienkapelle, später in der Kapelle Hans und Claudia Muff.
Seit 2013 spielen Claudia Muff und der Bassist Peter Gossweiler mit dem Posaunisten Armin Bachmann als Trio Cappella. Diese aussergewöhnliche Besetzung bringt spannende Arrangements und Kompositionen verschiedenster Stilrichtungen auf die Bühne.
Als Musikerin spielte sie mit namhaften Grössen der Volksmusik wie Markus Flückiger, Carlo Brunner, Willi Valotti, Dani Häusler, Nadja Räss u. v. a.
Zudem wird sie in vielen Projekten, Theatern und Formationen als Gastmusikerin engagiert. Konzerte in der Schweiz, in verschiedenen Ländern Europas, in Amerika, China. Viele TV- und Radiosendungen und CD-Einspielungen.

## Diskografie
- Musig mit Stil (1990)
- Mit Musig durs Läbe (1992)
- Trio Claudia Muff (2001)
- CD Hommage an Walter Grob im Duo mit Willi Valotti (2003)
- Willi’s Wyberkapelle (2003)
- Kapelle Claudia + Hans Muff mit Brasspartout (2004)
- Michaelskreuz-Gedenkfahrt mit Dani Häusler, Armin Bachmann und andern (2005)
- Amerika-Schwizerabig mit Willi Valottis Wyberkapelle und Nadja Räss (2005)
- Passion d’accordéon (2007)
- Passion d`accordéon II (2011)
- allerhand Trio Cappella (2017)
- Spielrausch mit Quartett Claudia Muff (2018)
- Musik als Poesie Quartett Claudia Muff, Trio Cappella und Luzerner Ländler-Band (2021)

## Auszeichnung
- Goldener Violinschlüssel (2022)[1]